# Herrschaft Aldingen

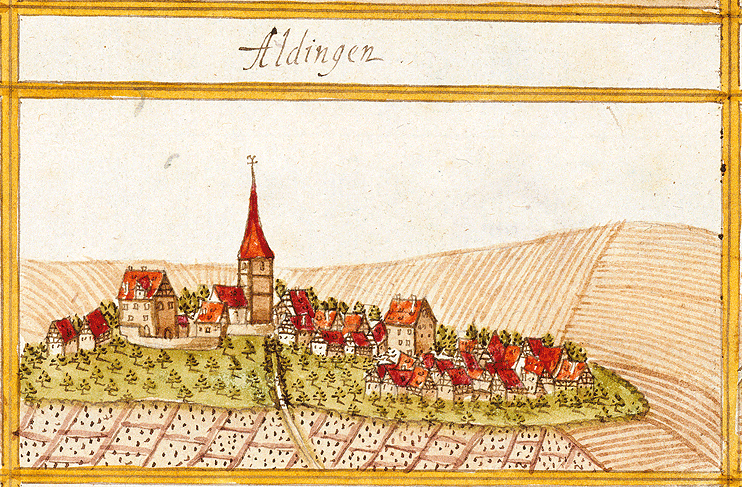
Ansicht Aldingens aus dem Kieserschen Forstlagerbuch (1682)

Die reichsritterschaftliche Herrschaft Aldingen mit Sitz zunächst auf Burg Aldingen (vulgo Schlössle), später Schloss Aldingen, beides in Aldingen am Neckar, heute ein Stadtteil von Remseck am Neckar im Landkreis Ludwigsburg in Baden-Württemberg war ein Kleinst-Territorium des Heiligen Römischen Reichs. Die Herrschaft war ab 1278 im Besitz der Burggrafen, später Herren und Freiherren von Kaltental. Seit dem 16. Jahrhundert war sie im Ritterkanton Kocher des Schwäbischen Ritterkreises inkorporiert. Ab 1746 war die Herrschaft Teil des Rentkammerbesitzes des Hauses Württemberg und ging 1806 mit dem Ende des Heiligen Römischen Reichs endgültig in Württemberg auf.

## Geschichte

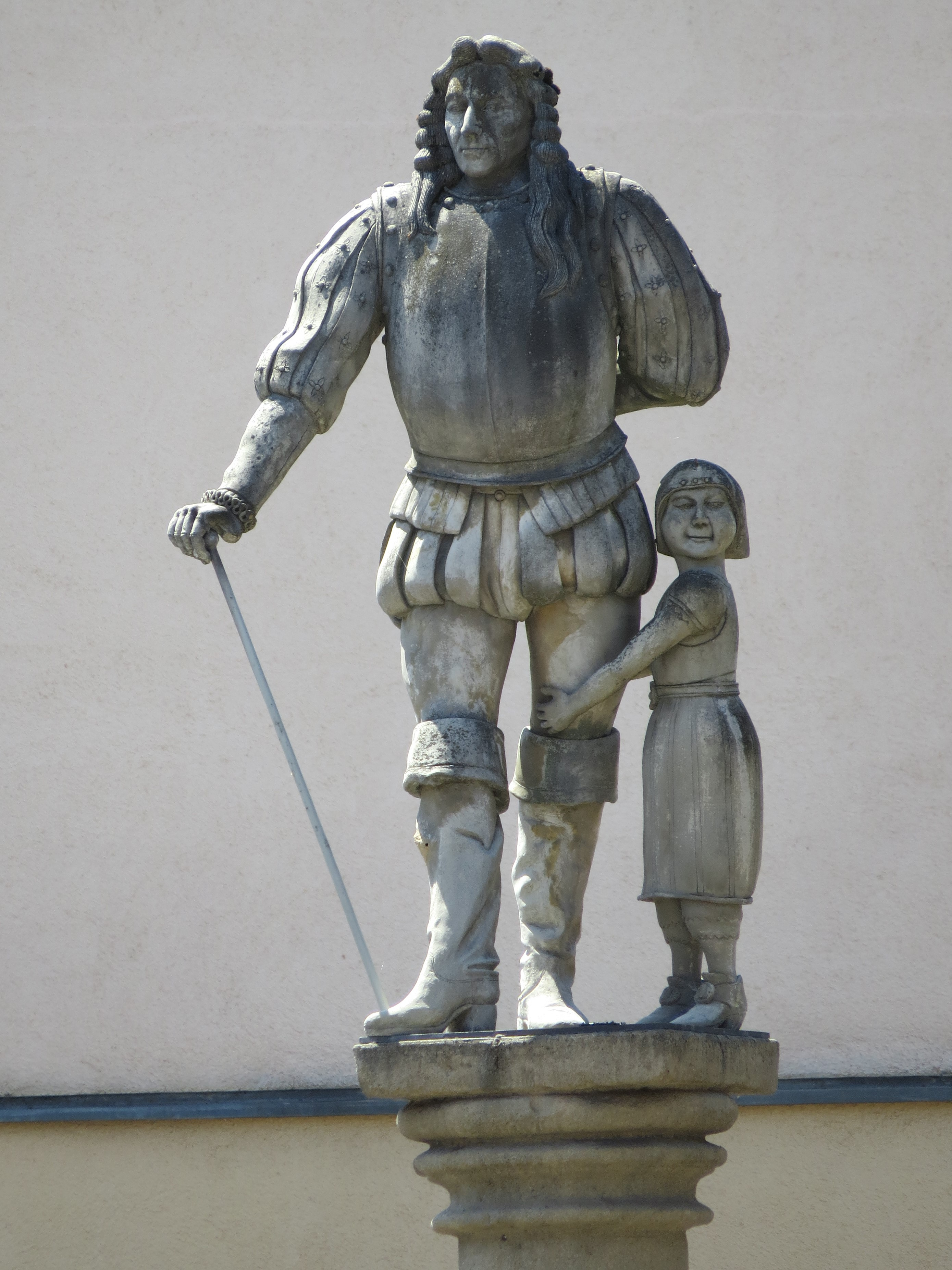
Skulptur von Peter Lenk (1997): Der Kaltentaler – Georg Friedrich von Kaltental und die Waise Adiz; am Schlosshof in Aldingen

1278 erhielten Burggraf Walter von Kaltental und seine Söhne den Ort Eltingen (Aldingen am Neckar) als Lehen durch Graf Ulrich von Asperg. 1308 ging die Lehenshoheit durch Kauf auf das Haus Württemberg über. Im Jahr 1318 verlegten Walters Enkel Burggraf Johann II. und dessen Brüder ihren Wohnsitz auf die mutmaßlich von ihnen erbaute Burg Aldingen. Im Anschluss versuchten die Herren von Kaltental zu Aldingen ihren Besitz mit Eigengut und weiteren Lehen in der näheren Umgebung von Aldingen zu ergänzen und in die Herrschaft Aldingen zu integrieren. Aufgrund zahlreicher Erbteilungen gelang dies nur in geringem Umfang. Im Jahr 1500 wurde der Bau der spätgotischen Margaretenkirche durch Baumeister Hans von Ulm abgeschlossen, wie auch ihr Vorgänger war die Kirche Teil der Burg Aldingen und diente nun sowohl als Dorfkirche wie auch als Residenzkirche und Grablege der Herren von Kaltental.
Im 15. Jahrhundert gehörten die Herren von Kaltental dem Sankt Jörgenschild an. In der Folge war die Herrschaft Aldingen Teil des Schwäbischen Bundes. Die Organisation des Sankt Jörgenschilds wurde im 16. Jahrhundert durch die Schwäbische Reichsritterschaft übernommen. Innerhalb dieser war die Herrschaft Aldingen im Ritterkanton Kocher immatrikuliert. Als Teil dessen konnten die Herren von Kaltental mit ihrer Herrschaft Aldingen spätestens mit der Bestätigung der Verfassung des Schwäbischen Ritterkreises durch Kaiser Ferdinand I. im Jahr 1561 größere Unabhängigkeit von Württemberg erlangen, was unter anderem zur Folge hatte, dass die Steuern über den Ritterkanton direkt an den Kaiser gingen und nicht an Württemberg. Auch in Fragen der Justiz und der Militärhoheit besaß man als Teil der Reichsritterschaft größere Unabhängigkeit von Württemberg.
In der Folge der Reformation teilten sich die Herren von Kaltental zu Aldingen in eine katholische und eine evangelische Linie. Die durch diese beiden Linien gemeinsam erlassene Dorfordnung von 1578 ließ den Bewohnern Aldingens die Wahlfreiheit zwischen evangelischem und katholischem Glauben. Heinrich von Kaltental ließ 1580 das neue Schloss Aldingen als Sitz seiner nunmehr evangelischen Linie erbauen, während die auf Philipp Wolf von Kaltenthal zurückgehende katholische Linie auf Burg Aldingen verblieb, dessen Haupthaus aufgrund seiner gegenüber dem neuen Schloss geringeren Größe im Volksmund nun als „Schlössle“ bezeichnet wurde. Mit dem Aussterben der katholischen Linie in der zweiten Hälfte des 17. Jahrhunderts wurde das Schlössle als Adelssitz aufgegeben und nach einem Brand nicht mehr wieder aufgebaut, der kirchliche Teil der Burg rund um die Margaretenkirche blieb jedoch intakt. Die evangelische Linie auf Schloss Aldingen übte von da an die alleinige Herrschaft in Aldingen aus.
Im Dreißigjährigen Krieg wurde Aldingen schwer in Mitleidenschaft gezogen, so wurden unter anderem Mühle und Badhaus zerstört. Auch ein um 1600 durch Hans von Kaltental errichtetes, drittes kaltentalisches Schloss in Aldingen wurde im Dreißigjährigen Krieg so stark zerstört, dass es wieder abgerissen werden musste. Während des Pfälzischen Erbfolgekrieges wurde Aldingen von französischen Truppen geplündert.
Im 18. Jahrhundert versuchte Württemberg aufgrund seines Anspruchs als Territorialmacht sich die zahlreichen Ritterherrschaften innerhalb seines Gebiets einzuverleiben. Zunächst lehnten die Herren von Kaltental ein Kaufangebot durch Herzog Eberhard Ludwig noch ab. Als 1746 Freiherr Georg Wolf von Kaltental starb, zog Württemberg die Herrschaft Aldingen als ursprünglich württembergisches Lehen jedoch auch samt dem Eigengut der von Kaltental ein. Damit endete die 468-jährige kontinuierliche Herrschaft der Familie von Kaltental über Aldingen. Die Vettern Georg Wolfs erhielten dafür nach mehrjährigem Rechtsstreit im Jahr 1750 eine finanzielle Entschädigung.
Seit der Zugehörigkeit zu Württemberg im Jahr 1746 ist das später von der Gemeinde Aldingen am Neckar in ihrem Wappen genutzte Bild einer Fähre mit Fährmann als Siegel belegt. Vorlage für das Siegel war die bereits in der Dorfordnung von 1570 erwähnte Neckarfähre. Aldingen wurde nun Teil der württembergischen Rentkammer, behielt aber zunächst seinen reichsritterschaftlichen Status. Dies machte sich unter anderem in den Rechten der um 1730 noch durch Georg Wolf von Kaltental in Aldingen angesiedelten jüdischen Gemeinde bemerkbar. Aufgrund eines 1769 abgeschlossenen Vergleichs gingen auch die Steuern der in Württemberg nach dem Westfälischen Frieden von 1648 einverleibten Herrschaften – darunter Aldingen – weiterhin an den Ritterkanton. Mit der Auflösung des Heiligen Römischen Reichs 1806 endete auch die Organisation der Reichsritterschaft. Damit hörte auch die Herrschaft Aldingen auf zu bestehen, der Ort Aldingen wurde als Oberstabsamtsort Teil des Oberamts Ludwigsburg, dem bereits zuvor die Verwaltung des württembergischen Rentkammerbesitzes oblag.